# Proctoria
Proctoria é um género botânico pertencente à família das orquídeas (Orchidaceae).